# Горелов, Сергей Александрович
Сергей Александрович Горелов (род. 3 января 1985, Омск) — российский и белорусский хоккеист, вратарь.

## Биография
Начал заниматься хоккеем в 12 лет, воспитанник ДЮСШ омского «Авангарда». В сезоне 2001/02 дебютировал в первой лиге первенства России за «Авангард-ВДВ», играл за команду, переименованную в «Омских ястребов», до 2005 года. В сезоне 2005/06 был в команде «Энергия» Кемерово, но матчей не играл. Четыре сезона провёл в командах Казахстана
«Горняк» Рудный (2006/07), «Сарыарка» Караганда (2007/08), «Казахмыс» Сатпаев (2008/09 — 2009/10); в концовке сезона 2007/08 выступал за «Югру» Ханты-Мансийск. После сезона 2010/11, проведённого в новоуральском «Кедре», играл в чемпионате Украины за клуб «Львы» Львов. Сезон 2012/13 начал в команде ВХЛ «Ижсталь» Ижевск, но пробыв в запасе в двух матчах, переехал в Белоруссию, где выступал за команды «Неман» Гродно (2012/13), «Лида» (2013/14), «Металлург» Жлобин (2013/14 — 2015/16). В России играл за ХК «Ростов» (2016/17 — 2018/19), «Рязань» и «Челны» (2018/19). Последний клуб — ХК «Лида» (2019/20, переходный турнир).
В 2013 году получил белорусское гражданство.
Бронзовый призёр чемпионата мира среди юниоров 2003. Обладатель Кубка Федерации (2016/17).
В первой половине сезона 2020/21 работал тренером вратарей в «Зауралье» Курган.
Брат-близнец Александр в первой половине 2000-х выступал в низших хоккейных лигах России на позиции нападающео.